# Provincia de Kadiogo
Kadiogo es una de las 45 provincias de Burkina Faso, su capital es Uagadugú.

## Departamentos (población estimada a 1 de julio de 2018)
La provincia está dividida en siete departamentos:
- Komki-Ipala 27,745
- Komsilga 89,976
- Koubri 57,718
- Uagadugú 2,485,566
- Pabré 38,791
- Saaba 80,867
- Tanghin-Dassouri 73,693